# Abigail
Abigail је други по реду студијски албум данског хеви метал бенда Кинг Дајмонд издат 1987. године од стране издавачке куће Роудранер. Сниман је и обрађиван у Sound Track студију у Копенхагену у периоду од децембра 1986. до јануара 1987. године. Албум је продуцирао Кинг Дајмонд у сарадњи са члановима из бенда, Мики Дијем и Енди Ла Роком. Техничке детаље обрадио је Роберто Фалкао. Компанија Capcom је направила аркадну видео-игру Final Fight у којој се један од карактера зове Abigail који има лице веома слично Кинг Дајмонду.

## Прича
Албум носи причу о младом брачном пару, Miriam Natias и Jonathan La'Fey, који су се преселили у старој вили коју је La'Fey наследио 1845. године. Током њиховог приспећа упозорени су од стране 7 јахача да не улазе у кућу јер ако то учине "18 ће постати 9". Не слушајући упозорење они су ушли у вилу. Прве ноћи боравка у кући Џонатан се упознао са грофом Ла Фејом, породичним духом. Дух му показује ковчег у коме почива леш мртвог детета, Абигејл. Затим му каже да Мирјам носи духа тог детета које ће ускоро бити препорођено, па од њега тражи да убије своју жену како би тиме спречио препород. У међувремену, прича открива шта се заправо десило грофу и његовој жени; Она је родила Абигејл 7. јула 1777. године. Гроф је гурнуо низ степенице приликом чега је сломила врат, такође убијајући и девојчицу, која је била нелегитимно дете. Следећег дана Миријам је очигледно била трудна а плод се брзо развијао. Џонатан разматра да је гурне низ степенице, но ипак, Мирјам је њега гурнула низ степенице, родила дете, али није преживела порођај. Тако је Абигејл остала сама. Убрзо се појављују 7 јахача са намером да поново убију Абигејл.

## Листа песама
1. -  	King Diamond	1:30
2. -   	King Diamond	5:26
3. -   	King Diamond, Andy LaRocque	4:34
4. -   	King Diamond	4:06
5. -   	King Diamond, Andy LaRocque	4:50
6. -   	King Diamond	3:56
7. -   	King Diamond, Michael Denner	3:26
8. -   	King Diamond	4:50
9. -   	King Diamond	7:40

### Прерађене бонус песме
1. -  	King Diamond, Andy LaRocque	4:23
2. -  	King Diamond, Andy LaRocque	4:34
3. -  	King Diamond	4:06
4. -  	King Diamond, Michael Denner	3:26

## Постава бенда
- Кинг Дајмонд - вокал
- Енди Ла Рок - гитара
- Мајкл Денер - гитара
- Тими Хансен - бас гитара
- Мики Ди - бубњеви